# Chytranthus mortehanii
Chytranthus mortehanii là một loài thực vật có hoa trong họ Bồ hòn. Loài này được (De Wild.) De Voldere ex Hauman mô tả khoa học đầu tiên năm 1960.